# Lucia Aniello

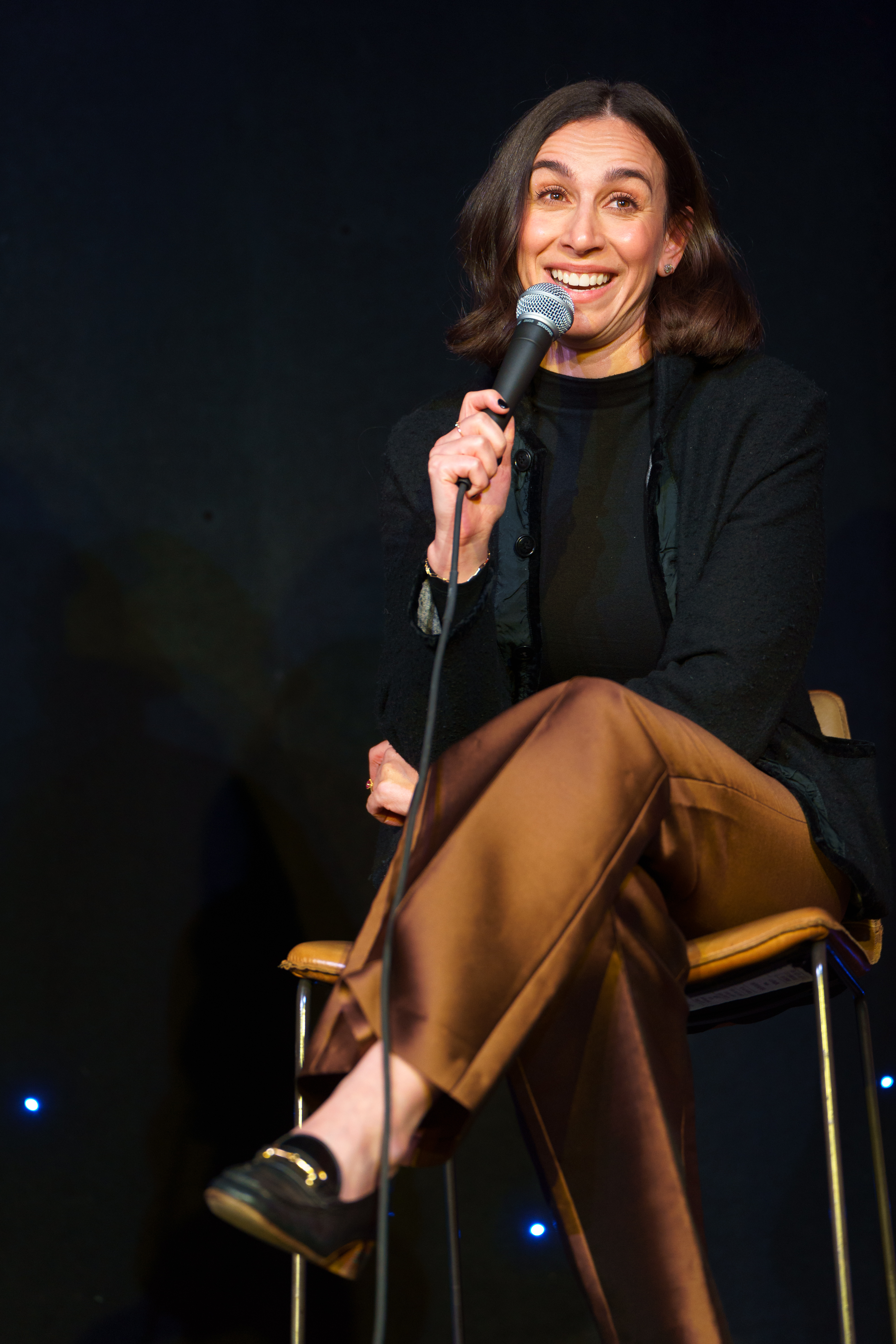
Lucia Aniello (2024)

Lucia Aniello (* 1983 in Italien) ist eine US-amerikanische Regisseurin, Drehbuchautorin und Produzentin für Filme und Serien. Unter ihren bekannten Produktionen finden sich die TV-Serien Broad City und Hacks.

## Leben
Aniellos Geburtsland ist Italien. Die Familie zog während Aniellos ersten Lebensjahren in die USA und ließ sich in Hadley, Massachusetts nieder, wo Aniellos Eltern ein italienisches Restaurant betrieben. Als Jugendliche arbeitete Aniello zeitweise im Restaurant ihrer Familie.
Aniello studierte Filmwissenschaft an der Columbia University. Unter ihren Dozenten war Filmkritiker Andrew Sarris. Nach ihrem Universitätsabschluss 2004 nahm Aniello Improvisationsunterricht an der Upright Citizens Brigade in New York, wo sie sowohl ihren späteren Ehemann Paul W. Downs sowie ihre späteren Projekt-Partnerinnen Abbi Jacobson und Ilana Glazer kennenlernte.
Aniello ist seit September 2021 mit Schauspieler, Drehbuchautor und Produzent Paul W. Downs verheiratet. Das Paar lernte sich 2007 kennen und lebt in Los Angeles. Seit März 2022 sind sie Eltern eines Sohnes.

## Karriere
Erste größere Aufmerksamkeit erlangte Aniello and Downs' Produktion von Digital Shorts, die im Rahmen der Emmy Awards 2011 ausgestrahlt wurden. Gemeinsam mit Downs war Aniello ab 2012 für die Produktion der Webserie Paulilu Mixtape verantwortlich. Neben Verantwortung für Regie, Drehbuch und Produktion war das Paar auch vor der Kamera zu sehen. Die Serie setzt sich aus kurzen Sketchen mit parodistischem Charakter zusammen. Zu bekannten Sketchen zählen The Diary of Zac Efron und The Real Housewives of South Boston.
Das Paar, das gemeinsam die Produktionsfirma Paulilu Productions betreibt, arbeitete auch gemeinsam vor und hinter der Kamera bei Serien wie Broad City, Time Traveling Bong, The Other Two und Hacks. Gemeinsam zeichneten sie sich auf für das Drehbuch und die Produktion von Aniellos Regie-Spielfilmdebüt Girl's Night Out verantwortlich.
Mit der Übernahme der Regie von Girl's Night Out 2017 war Aniello die erste Frau seit fast 20 Jahren, die bei einer rein komödiantischen US-amerikanischen Studioproduktion mit einem R-Rating Regie führte. Dies war zuletzt der Fall bei Half Baked von Tamra Davis.
Unter ihren bisher (Stand: 2023) nicht produzierten Drehbüchern ist eine Adaption von 21 Jump Street – Tatort Klassenzimmer.

## Filmografie

### Fernsehen (Auswahl)
- 2014–2019: Broad City; Regie, Drehbuch, Ausführende Produzentin
- 2016: Time Traveling Bong; Regie, Drehbuch, Ausführende Produzentin
- 2019: The Other Two; Drehbuch, Beratende Produzentin
- 2020–2021: Der Babysitter-Club; Regie, Drehbuch, Ausführende Produzentin
- seit 2020: Awkwafina Is Nora from Queens; Regie, Ausführende Produzentin
- seit 2021: Hacks; Regie, Drehbuch, Ausführende Produzentin

### Film
- 2017: Girl's Night Out; Regie, Drehbuch, Produktion

## Auszeichnungen
Primetime Emmy Awards
- 2021: Auszeichnung für Beste Regie bei einer Comedy-Serie für Hacks
- 2021: Auszeichnung für Bestes Drehbuch einer Comedy-Serie für Hacks (gemeinsam mit Paul W. Downs und Jen Statsky)
- 2021: Nominierung für Beste Comedy-Serie für Hacks
- 2022: Nominierung für Beste Regie bei einer Comedy-Serie für Hacks
- 2022: Nominierung für Bestes Drehbuch einer Comedy-Serie für Hacks (gemeinsam mit Paul W. Downs und Jen Statsky)
- 2022: Nominierung für Beste Comedy-Serie für Hacks

Directors Guild of America Award
- 2022: Auszeichnung in der Kategorie Herausragende Regie – Comedy-Serie für Hacks

Producers Guild of America Awards
- 2022: Nominierung in der Kategorie Herausragende Produktion einer TV-Serie, Comedy für Hacks
- 2023: Nominierung in der Kategorie Herausragende Produktion einer TV-Serie, Comedy für Hacks

Writers Guild of America Award
- 2016: Nominierung in der Kategorie Comedy-Serie für Broad City
- 2022: Auszeichnung in der Kategorie Comedy-Serie für Hacks
- 2022: Auszeichnung in der Kategorie Neue Serie für Hacks
- 2023: Nominierung in der Kategorie Comedy-Serie für Hacks
- 2023: Auszeichnung in der Kategorie Comedy-Episode für Hacks (für die Episode „The One, The Only“, Staffel 2 Episode 8; gemeinsam mit Paul W. Downs und Jen Statsky)